# Prosper L'Orange
Prosper L'Orange (1 de febrero de 1876 - 30 de  julio de 1939) fue un ingeniero e inventor alemán,  pionero de la técnica de la precámara de combustión, que hizo posible los motores diésel de alta velocidad sin necesidad de sobrealimentación, y permitió reducir su tamaño para ser usados en vehículos de carretera.

## Carrera
L'Orange se trasladó desde el Líbano  a Alemania para estudiar ingeniería en la Universidad Técnica de Berlín, en Charlottenburg.  Después de completar sus estudios  trabajó para Gasmotoren-Fabrik Deutz AG como ingeniero de investigación a partir de 1904, y en 1906 fue nombrado director.  En octubre de 1908 se incorporó a Benz & Cie de Mannheim, donde pasó a ser jefe de la división de motores estacionarios. Desde 1912 formó parte del consejo de administración de la empresa.
En 1909, mientras trabajaba en Benz,  patentó una precámara de combustión (DRP 230517, 14 de marzo de 1909) que hizo posibles los motores diésel compactos y ligeros.
L'Orange fue director de la empresa Motoren Werke Mannheim AG (MWM) desde 1922, fundada aquel mismo año cuando Carl Benz independizó la división de motores del resto de la compañía.

## Precámara de combustión
La precámara de combustión patentada en 1909 por L'Orange se conectaba al cilindro del motor a través de un conducto restringido, o quemador. Con el motor funcionando, se proyectaba un estrecho cono  de combustible hacia el quemador por la tobera del único orificio del inyector.  En esta época no existía la tecnología necesaria para fabricar toberas con varios orificios, y los motores diésel utilizaban aire a presión para pulverizar el combustible directamente en el cilindro. L'Orange también descubrió que los motores diésel de inyección indirecta funcionaban más suave y uniformemente que los motores de inyección directa. El uso de la precámara de combustión también permitía aligerar la estructura del motor, de modo que era menos pesado que un motor de inyección directa. Aun así, los motores de inyección indirecta requieren relaciones de compresión más altas, aproximadamente de 20:1, para compensar la mayor superficie por unidad de volumen, lo que causa más pérdidas de calor de la carga del cilindro. También son más difíciles de poner en marcha cuando están fríos, y por lo tanto las precámaras de combustión se equipan con calentadores eléctricos (bujías de precalentamiento).

## Legado
En septiembre de 1933, su hijo Rudolf L'Orange (1902-1958) fundó la compañía "Gebrüder L'Orange Motorzubehör GmbH", (posteriormente, L'Orange GmbH).  La compañía fue adquirida a la familia L'Orange en 1979 por ITT Automotive, y más tarde pasó a manos de MTU München en 1985, y MTU Friedrichshafen en 1995, hasta que finalmente se convirtió en una de las empresas del grupo Tognum en 2006. Tognum a su vez fue adquirido por Rolls Royce Power Systems. La compañía sigue destacando en el campo de la tecnología de inyección para grandes motores de cuatro tiempos. Además de sistemas diésel de inyección directa, también suministra sistemas de inyección directa para gasolina.
Los sistemas de inyección de combustible del motor aeronáutico Daimler-Benz DB 605 (utilizado en el caza Messerschmitt Bf 109 de la Segunda Guerra Mundial, fabricado en la posguerra bajo licencia por Svenska Flygmotor) alimentados por una bomba de inyección Bosch, fueron suministrados por L'Orange.